# Chris Gray
Pour les articles homonymes, voir Gray.
Pas d'image ? Cliquez ici

a Compétitions nationales et continentales officielles uniquement.

b Matchs officiels uniquement.
Dernière mise à jour le 16 novembre 2021.
 Christopher Andrew Gray, est né le 11 juillet 1960 à Haddington (Écosse). C’est un joueur de rugby à XV qui a joué avec l'équipe d'Écosse, évoluant au poste de deuxième ligne.

## Carrière
Il a disputé son premier test match le 21 janvier 1989 contre l'équipe du Pays de Galles, et son dernier test match le 30 octobre 1991 contre l'équipe de Nouvelle-Zélande.
Gray a disputé cinq matchs de la coupe du monde de rugby 1991. 

## Palmarès
- 22 sélections en équipe nationale (+ 5 non officielles)
- Sélections par années : 6 en 1989, 7 en 1990, 9 en 1991
- Tournois des Cinq Nations disputés: 1989, 1990, 1991
- Grand Chelem en 1990 avec l'Écosse